# Lada
LADA («Ла́да») — советская и российская марка автомобилей, производимых АО «АвтоВАЗ». Ранее использовалась только для автомобилей, поставлявшихся на экспорт, а для внутреннего рынка автомобили производились под маркой «Жигули». Следующее же семейство стало называться «Лада Спутник» и поставлялось на экспорт как LADA Samara, а в 1991 году стало называться так же и внутри страны.

## Производящиеся модели
Названия приведены в соответствии с современной заводской классификацией. Внутризаводские обозначения вида ВАЗ-XXXX приводятся в скобках. Если тип кузова или количество дверей (для хетчбэка) не входят в заводское название модели, они указываются отдельно.

### 1977 —LADA Niva Legend
- LADA Niva Legend
  - LADA Niva Legend Sport

### 1998 —LADA Niva Travel
- LADA Niva Travel

### 2011 —LADA Granta
- LADA Granta седан
- LADA Granta лифтбек
- LADA Granta Cross

### 2012 —LADA Largus
- LADA Largus универсал
  - LADA Largus универсал CNG
  - LADA Largus Cross
    - LADA Largus Cross CNG

  - LADA e-Largus
- LADA Largus фургон
  - LADA Largus грузовой фургон CNG

### 2015 —LADA Vesta
- LADA Vesta седан
  - LADA Vesta Cross
  - LADA Vesta CNG
  - LADA Vesta Sportline
- LADA Vesta SW
  - LADA Vesta SW Cross
  - LADA Vesta SW Sportline

### 2024 —LADA Aura
- LADA Aura

### 2025 —LADA Iskra
- LADA Iskra седан
- LADA Iskra SW
  - LADA Iskra SW Cross

### Планируемые к производству
- LADA Azimut

## Снятые с производства модели

### 1970 — Семейство Classic («Жигули»)
- ВАЗ-2101
- ВАЗ-2102
- ВАЗ-2103
- ВАЗ-2104
- ВАЗ-2105
- ВАЗ-2106
- ВАЗ-2107

### 1977 — Семейство Niva Legend
- LADA Niva Legend 5D

### 1984 — СемействоSamara(Спутник)
- ВАЗ-2108
- ВАЗ-2109
- ВАЗ-21099

### 1987 — «Ока»
- ВАЗ-1111

### 1995 — Семейство110
- LADA 110
- LADA 111
- LADA 112
  - LADA 112 Coupe

### 1997 — СемействоSamara 2
- ВАЗ-2113
- ВАЗ-2114
- ВАЗ-2115

### 2004 — СемействоKalina
- LADA Kalina седан
- LADA Kalina хетчбэк
  - LADA Kalina Sport
- LADA Kalina универсал

### 2007 — СемействоPriora
- LADA Priora седан
- LADA Priora хетчбэк
- LADA Priora Coupe
- LADA Priora универсал

### 2011 — СемействоGranta
- LADA Granta хетчбэк
- LADA Granta универсал

### 2013 — СемействоKalina 2
- LADA Kalina хетчбэк
  - LADA Kalina Sport
- LADA Kalina универсал
  - LADA Kalina Cross

### 2016 — СемействоXRAY
- LADA XRAY
  - LADA XRAY Cross

## Экспорт
Автомобили Lada (ВАЗ-2101) выставлялись на экспорт с 1971 года.
В середине 1980-х годов за рубежом были положительно встречены автомобили моделей Lada 2105/2107/2104. Автомобили Lada поставлялись в Азию, Африку, Латинскую Америку, Канаду, Австралию и Океанию.
В 1988 году Lada стала лидером продаж в Чили, реализовав 14 400 машин, что составило 12 % от всех автомобилей, купленных за год в этой стране. Намереваясь захватить автомобильный рынок Чили, в 1990—1992 годах Lada выступала в качестве титульного спонсора чилийского футбольного клуба «Коло-Коло», который в 1991 году завоевал Кубок Либертадорес. Название бренда было размещено на лицевой стороне футболок чилийских игроков.
Сравнительно высокую популярность обрели автомобили семейств Samara и Samara 2.
В 1990 году эти машины экспортировались в ряд европейских стран, Канаду и Новую Зеландию, некоторые модели Лады из Советского Союза импортировались в Бразилию и стали популярны для использования в качестве такси.
Начиная с 2010 года география поставок автомобилей Lada охватывала страны СНГ (более 90 %) и Европы (3—5 %), а также ряд государств Африки и Латинской Америки (не более 1,5—2 %).

## Ребрендинг
В 2004 году руководство «АвтоВАЗа» объявило о переходе на латиницу при официальном написании названий всех выпускаемых заводом автомобилей: Lada — вместо «ВАЗ» и «Лада». Руководивший в то время предприятием Владимир Каданников иронично заметил, что самые меткие названия его продукции даёт народ — «копейку» и «зубило» не искоренит никакая латиница.
Несмотря на смену бренда российские потребители продолжали отдавать предпочтение жаргонным названиям, связанным с номерами моделей.
С 1 апреля 2015 года изменился фирменный логотип Волжского автозавода «Ладья», он стал более объёмным.

## Галерея
- LADA XRAY
- LADA Vesta
- LADA Vesta Turbo 
(Lada Sport)
- LADA Vesta SW Cross
- LADA Granta
- LADA Niva Travel
- LADA Niva Legend (Бронто)
- LADA Niva Legend (пожарная)
- LADA Niva Legend (аварийная)
- LADA Granta фургон
(ВИС-АВТО)

### Снятые с производства
- LADA Kalina
- LADA Priora
- LADA Samara
- LADA 2107
- Ока (автомобиль)